# Birthday (chanson de Selena Gomez)
Pour les articles homonymes, voir Birthday.
Singles de Selena Gomez
Slow Down
Pistes de Stars Dance
Stars Dance
Birthday est une chanson de Selena Gomez qui est issue du quatrième album de Selena Gomez, Stars Dance.

## Charts
| Classiments (2013)                            | Meilleure position |
| --------------------------------------------- | ------------------ |
| South Korea (Goan)                            | 191                |
| US Bubbling Under Hot 100 Singles (Billboard) | 12                 |
| US Pop Digital Songs (Billboard)              | 29                 |